# بيرخسنهوك

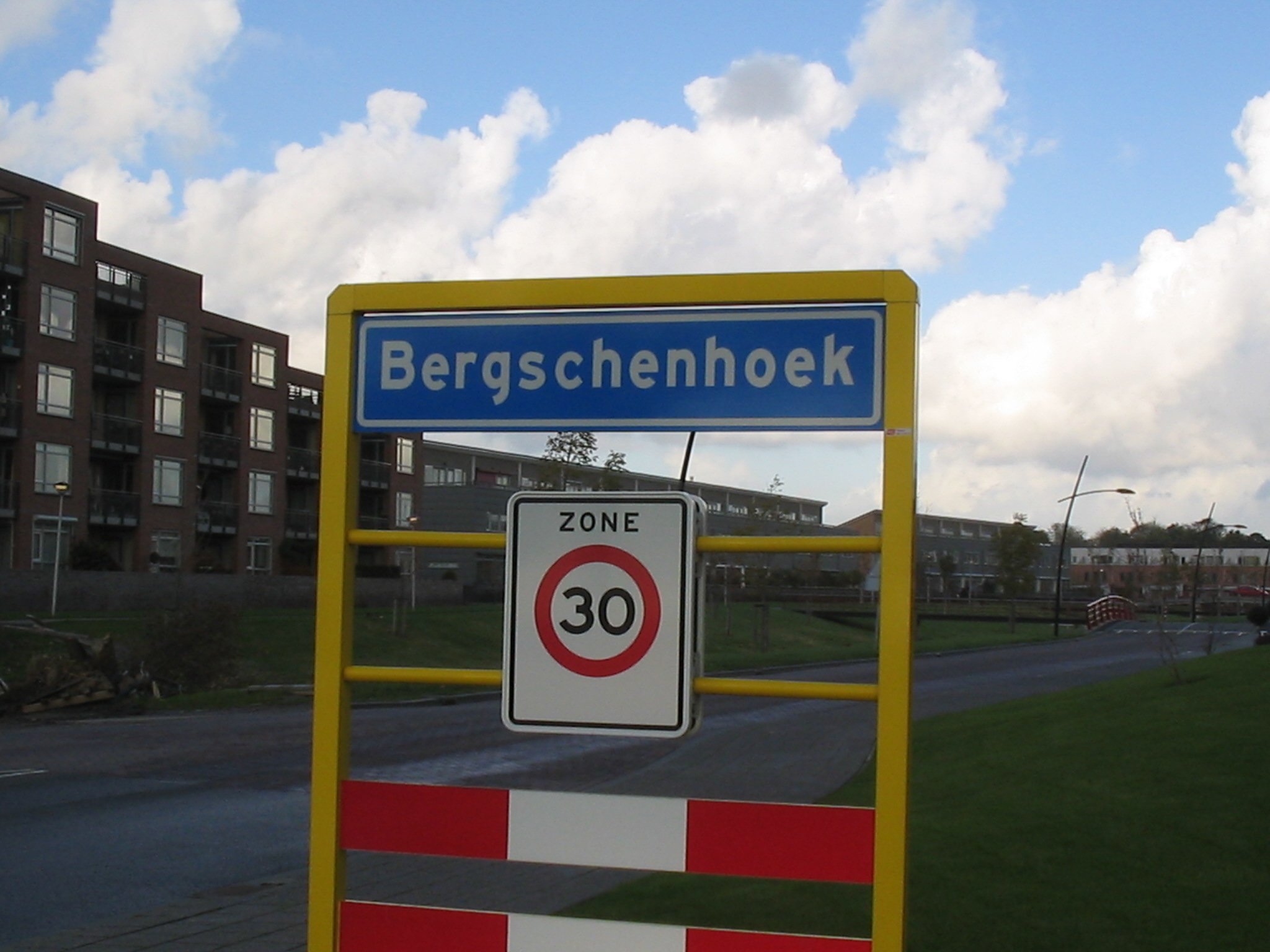
لوحة المدينة

بيرخسنهوك Bergschenhoek ([ˌbɛrxsə(n)ˈɦuk]  ( أنصت)) هي بلدة وبلدية سابقة في هولندا. وتقع تقريباً 10 كم شمال روتردام في مقاطعة جنوب هولندا. بلغ عدد سكان البلدية السابقة 16,608 نسمة في 2006. وغطت مساحة 15.52 كم² (5.99 mile²).